# Hamlin (Virginie-Occidentale)
Pour les articles homonymes, voir Hamlin.
La ville de Hamlin est le siège du comté de Lincoln, situé dans l’État de Virginie-Occidentale, aux États-Unis. Sa population s’élevait à 1 142 habitants lors du recensement de 2010, estimée à 1 058 habitants en 2018.

## Histoire
Hamlin semble être nommée en l'honneur de l'évêque méthodiste Leonidas Lent Hamline (en). Certains auteurs soutiennent cependant que, tandis que le comté doit son nom à Abraham Lincoln, la ville porte celui de son vice-président Hannibal Hamlin.